# Wolfgang E. Mildenberger
Wolfgang Ernst Mildenberger, geborener Ernst Wolfgang Finkenzeller (* 14. Januar 1923 in Freiburg im Breisgau; † 15. Oktober 1989 in Zürich) war ein deutscher-schweizer Schriftsteller und Hörspielautor.

## Leben und Wirken
Nach seinem Studium und der Promotion zum Dr. phil an der Universität Freiburg war er Leiter des dortigen Studententheaters. Erste Werke erschienen bereits in den 1940er Jahren. Er schrieb historische Romane und Erzählungen. In den 1950er und 1960er Jahren arbeitete er auch für den Hörfunk und schrieb verschiedene Hörspiele.

## Auszeichnungen
1941 wurde Wolfgang Ernst Mildenberger mit dem Scheffel-Preis bedacht, 1985 erhielt er das Bundesverdienstkreuz.

## Werke
- 1954: Der Hauptmann vom Wald
- 1976: Drei Fetzen blauer Himmel
- 1979: Ungereimtes Gereimt, Verse voll tierischem Unernst
- 1983: Herrscher im härenen Hemd
- 1986: Heute und ehedem
- 1989: Flucht zum reinen Wasser

## Hörspiele
- 1955: Ein Abend für junge Hörer: Weh dem, der nicht lügt. (Alles ist nur) ein Spiel – Regie: Gerlach Fiedler (NWDR Hamburg)
- 1955: Ein Abend für junge Hörer: Der Abgott – Regie: Gerlach Fiedler (NWDR Hamburg)
- 1958: Ein Besucher, der hinkt – Regie: Peter Arthur Stiller (SR)
- 1965: Ein Abend für junge Hörer: Moral nach Maß – Regie: Gerlach Fiedler (NDR)

Quelle: ARD-Hörspieldatenbank